# Yowie
 (novembre 2024).
Si vous disposez d'ouvrages ou d'articles de référence ou si vous connaissez des sites web de qualité traitant du thème abordé ici, merci de compléter l'article en donnant les références utiles à sa vérifiabilité et en les liant à la section « Notes et références ».

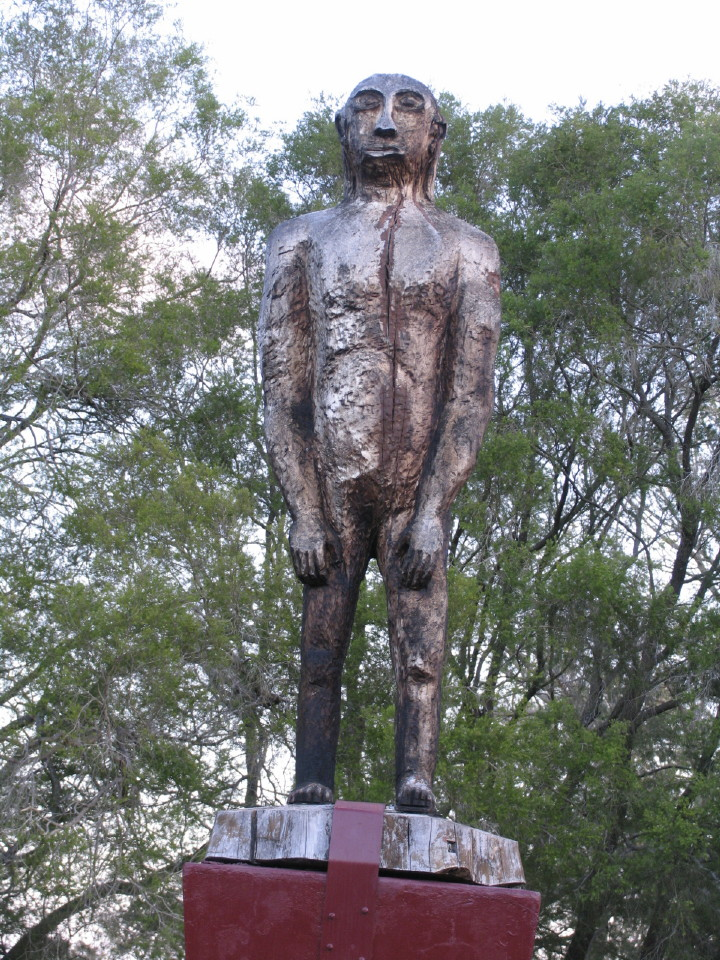
Statue de Yowie à Kilcoy

Le Yowie (ou Yowie-Whowie) est une créature légendaire dans la mythologie des Aborigènes d'Australie. Selon les descriptions, il résulte du croisement entre un lézard et une fourmi et sort du sol la nuit pour dévorer tout ce qu'il peut trouver, même des humains[réf. souhaitée]. On considère parfois qu'il se rapproche de la légende du Bunyip[réf. souhaitée]. Selon d'autres descriptions il s'agirait d'un cryptide de type simiesque se rapprochant de l'homme de par son mode de déplacement bipède. Cet être singulier, animal pour certains ou homme sauvage pour d'autres, mesurerait environ 1,75 m pour 130 kg et dégagerait une odeur nauséabonde. D'après certains cryptozoologues[Qui ?] s'appuyant sur de nombreux témoignages recensés depuis sa première apparition, il pourrait s'agir d'un cousin éloigné des fameux yétis et sasquatchs.
Le Yahoo, décrit par Jonathan Swift dans son livre Les voyages de Gulliver, pourrait également être apparenté au mythe du Yowie. 